# Holcoglossum calcicola
Holcoglossum calcicola är en orkidéart som beskrevs av André Schuiteman och P.Bonnet. Holcoglossum calcicola ingår i släktet Holcoglossum och familjen orkidéer.
Artens utbredningsområde är Laos. Inga underarter finns listade i Catalogue of Life.